# Medusa (Annie Lennox)
Medusa is het tweede soloalbum van Annie Lennox uit 1995. Het bestaat uitsluitend uit covers.

## Singles van dit album
- No more "I love you's" - NL #23
- A whiter shade of pale
- Waiting in vain
- Something so right